# Francesco Guidi (militare)
Francesco Guidi (Mercato Saraceno, 22 gennaio 1876 – Roma, 22 febbraio 1970) è stato un generale e politico italiano, veterano della prima guerra mondiale, dove fu decorato con due Croci di guerra al valor militare, una Croce al merito di guerra e con la Croce di Cavaliere dell’Ordine militare di Savoia, nel dopoguerra fu comandante del 2º Reggimento "Cavallereggi di Novara" (1924-1927). Promosso generale di brigata, assunse il comando della Scuola di applicazione dell'arma di Cavalleria di Pinerolo (1929-1933), della 9ª Divisione militare del "Pasubio" (1933-1934) e della 3ª Divisione Celere "Principe Amedeo Duca d'Aosta" (1935). Assunto il comando del IV Corpo d'armata alpino nel novembre 1935, fu promosso generale di corpo d'armata il 2 gennaio 1936. Generale designato d’armata dal 29 giugno 1939, in quello stesso anno assunse il comando della 10ª Armata, ma fu nominato Senatore del Regno d'Italia il 12 ottobre 1939. Sostituito al comando della 10ª Armata dal generale Mario Berti, fu membro della Commissione delle forze armate del Senato dal 23 gennaio 1940 al 5 agosto 1943.

## Biografia
Nacque a Mercato Saraceno, in provincia di Forlì, il 22 gennaio 1876, figlio di Antonio e Maria Apolloni. Nel 1893 si arruolò volontario nell’11º Reggimento "Cavallereggi di Foggia", venendo ammesso a frequentare la Regia Accademia Militare di Modena nel 1899. Uscitone con il grado di sottotenente, fu definitivamente assegnato all’Arma di Cavalleria, entrando in servizio nel 9º Reggimento "Lancieri di Firenze" e venendo promosso tenente nel 1904. Nel 1907 fu ammesso a frequentare i corsi presso la Scuola di guerra dell’esercito, al termine dei quali, nel 1910, fu assegnato in via sperimentale al Corpo di Stato maggiore. Capitano dal 31 gennaio 1912, entrò in servizio nel 12º Reggimento "Cavallereggi di Roma", transitando nel 23º Reggimento "Cavallereggi di Umberto I" nel novembre dello stesso anno, e poi venendo assegnato all’Ispettorato Generale di Cavalleria.
Dopo l’entrata in guerra dell’Italia, avvenuta il 24 maggio 1915, fu promosso maggiore il 27 luglio 1916 e tenente colonnello il 31 maggio 1917.
Dopo la disfatta di Caporetto fu promosso colonnello il 4 giugno 1918 e si distinse sul Montello durante la successiva battaglia del solstizio. Divenne capo di stato maggiore della 52ª Divisione durante la battaglia di Vittorio Veneto. Al termine della guerra risultava decorato con due Croci di guerra al valor militare, una Croce al merito di guerra e con la Croce di Cavaliere dell’Ordine militare di Savoia.
Dopo la fine della guerra ricoprì l’incarico di Capo di stato maggiore della 2ª Divisione di cavalleria, passando quindi in forza al Corpo d’armata di Napoli.
Tra il 1924 e il 1927 fu comandante del 2º Reggimento "Cavallereggi di Novara".
Promosso generale di brigata dal 1 marzo 1928, assunse il comando della Scuola di applicazione dell’arma di Cavalleria di Pinerolo il 1º novembre 1929, mantenendolo fino al 24 settembre 1933. Promosso generale di divisione il 1º aprile 1932, il 24 settembre 1933 assunse il comando della 9ª Divisione territoriale di Verona, poi denominata 9ª Divisione militare del "Pasubio".
Tra il 20 settembre 1934 e il 1935 fu comandante della 3ª Divisione Celere "Principe Amedeo Duca d'Aosta". Il 13 novembre 1935 assunse il comando del IV Corpo d'armata alpino, venendo promosso generale di corpo d'armata il 2 gennaio 1936. Lasciò tale incarico il 14 luglio 1938, entrando in servizio presso il Ministero della Guerra di Roma. Promosso generale designato d’armata il 29 giugno 1939, in quello stesso anno assunse il comando della 10ª Armata schierata in Africa Settentrionale Italiana.
Nominato Senatore del Regno d'Italia il 12 ottobre 1939, su proposta di Filiberto di Savoia, duca di Genova, prestò giuramento il 21 dicembre dello stesso anno.
Nominato membro della Commissione delle forze armate il 23 gennaio 1940, fu sostituito nel comando della 10ª Armata dal generale Mario Berti poco prima dello scoppio delle ostilità. Dopo la caduta del fascismo, avvenuta il 25 luglio 1943, lasciò l’incarico in commissione il 5 agosto dello stesso anno. Deferito all’Alta corte di giustizia per le sanzioni contro il fascismo (ACGSF), fu dichiarato decaduto il 16 novembre 1944. Dopo la fine della guerra presentò un ricorso contro la sentenza di decadenza, che fu favorevolmente accolto il 27 luglio 1946.
Morì a Roma il 22 febbraio 1970.